# カンガセイロ
カンガセイロ（Cangaceiro）は、19世紀末からブラジル北東部で活動した盗賊の総称。農村社会からの逃亡者が盗賊団(カンガッソ)を編成し、武装して無差別に農村部を略奪した。しかし有力なカンガセイロの中には大土地所有者をも標的とした者がおり、彼らは農奴同然の生活を送る農場労働者から義賊として扱われた。活動の最盛期はランピオンの登場した1920年代から30年代までとされている。

## 時代背景

### 農村の状況
ブラジルは1891年に君主制から共和制に転換したが、デオドロ・ダ・フォンセカ大統領は、副大統領フロリアーノ・ペイショトの敵意と、国家の権力集中を嫌う大農園経営者たちの反発を受けて辞職した。以降の政権は軍部と大農園主たちの支持によって成立する政権となり、政府の権限はリオデジャネイロやサンパウロといった都市部に留まって、ブラジルの広大な「地方」はコロネル(大佐の意)と呼ばれた大農園主が支配する「王国」のまま残された。そのため共和制に移行しても、人口比4%の大農園主が農耕地の60%を所有する状況に変化はなく、土地を持たず農園で働かせられる労働者の生活も改善されなかった。特にブラジル北東部では旧来の大土地所所有制度(ファゼンダ)が温存された。その上、フォンセカ政権が工業生産や商取引の増加を過大に見込んで紙幣を乱発したため、庶民は搾取とインフレーションに苦しめられていた。

### ブラジル北東部
この状況でも海外で消費されるコーヒーやゴムが生産可能な南東部は収益をあげられたが、乾燥地帯の多いブラジル北東部では牧畜やトウモロコシ、綿花など旧来の作物に頼らざるを得なかった。それらの主な消費者は商品作物を生産する労働者であり、国内での消費に留まったため収益性は乏しかった。さらにその痩せた土地を農園主たちは私兵を雇い入れ奪いあい、特に有力な大農園主の元でファミリーを形成して抗争に明け暮れるようになる。中央の権限の及ばない地方では労働者の権利は無視され、武力を背景に報酬は最低限に切り詰められた。結果、余力のなくなった農場労働者たちに1889年、1898年、1900年、1915年と相次いで起こった旱魃が直撃し、餓死者や、豊かな南東部やゴムの特需に沸くアマゾンへの逃亡者が相次いだ。また秘教的信仰を説く一派がカトリックや国家から離れ、バイーア州カヌードスで共同体社会を形成すると、一部の労働者もそれに合流した。それらの農園からの脱落者の中で、アウトローと化して集団で農村を襲撃するようになった集団がカンガセイロと呼ばれる盗賊たちだった。カンガセイロの語源は、ポルトガル語で「盗賊」を意味する「Cangaceiro」がそのまま定着したものである。

## 概要

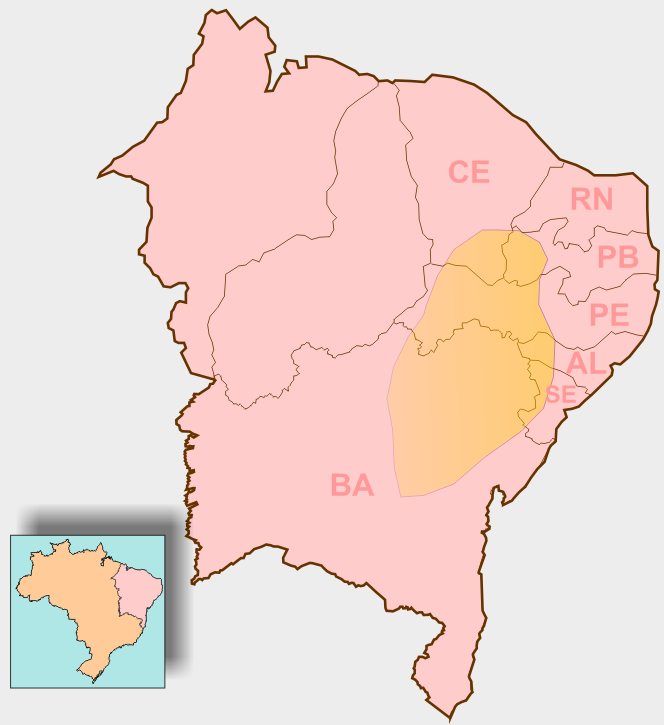
カンガセイロの主な活動地域

カンガセイロは、大土地所有者に搾取される農園労働者たちを母体としたが、北東部で顕著にカンガセイロが活動したのは、土地が貧しく農業から脱落した労働者が多いことと、その気風に拠っている。弱体な地方権力により労働者たちは法の保護を受けられず、治安機構も大農園主たちと癒着していたために労働者は公権力を信頼していなかった。そのため、自分たちの共同体に関わる問題は法に委ねず、私的制裁で解決する傾向が強い。しかし私兵集団を持つ大土地所有者への報復は、労働者には果たせない難事であった。その鬱屈を抱える労働者にとって、時として大土地所有者をも襲う一部のカンガセイロは私的制裁の代行者とみなされた。そのため庶民の間で実像とは異なる「神話」が形成され、特にランピオンは義賊として人気を獲得している。また現在も不平等はブラジルに未解決のまま残された課題のため、カンガセイロは単なる無法者ではなく義賊として、度々再評価の対象になっている。

## 著名なカンガセイロ

### アントニオ・シルビーノ

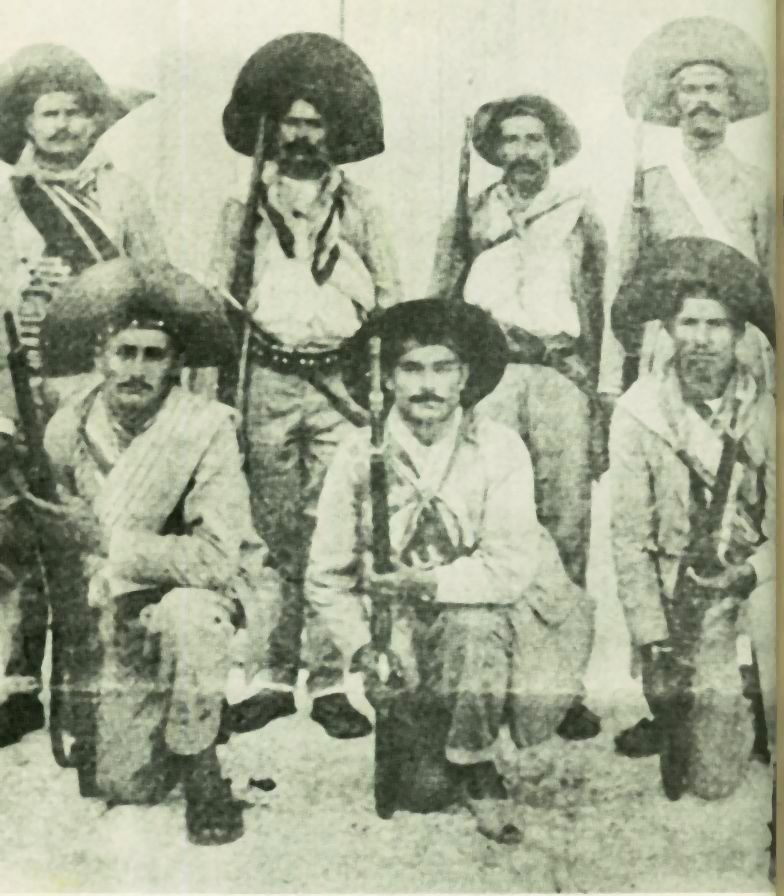
後列左から二番目に立っている人物がアントニオ・シルビーノ

最初にカンガセイロとして有名になったのはアントニオ・シルビーノであり、1896年から1914年の長期間にわたって大農園を襲撃し続けた。シルビーノは読み書きの教養がある富農の出自だったが、殺害された家族の復讐のためにカンガセイロに参加した。シルビーノはやがて頭目となり、略奪以外にも農地の境界線策定の調停、労働者の家族の保護者として振る舞った。一躍その名が知られたのは鉄道会社が敷設を進めていた電報網への襲撃で、国家権力への抵抗者と周囲からは見做された。一方では近年の研究により、シルビーノが地元の大土地所有者の庇護下にあったことが判明している。シルビーノによる他の大土地所有者への攻撃は、権力者同士の抗争への加担でしかなく、収奪した成果の一部が貧しい者に与えられたという伝説とは異なり、雇い主の大土地所有者に納められていた。1914年に逮捕されたがそれらの事情により1937年に恩赦釈放され、カンガセイロとしては珍しく生を全うしている。このようにシルビーノの実像は「神話」とは異なっていたが、それでも襲撃先の婦人や娘には手を出さないことで知られ、貧者からの略奪も同時代のカンガセイロの中では極めて少なかったため、義賊として擁立される余地は有していた。

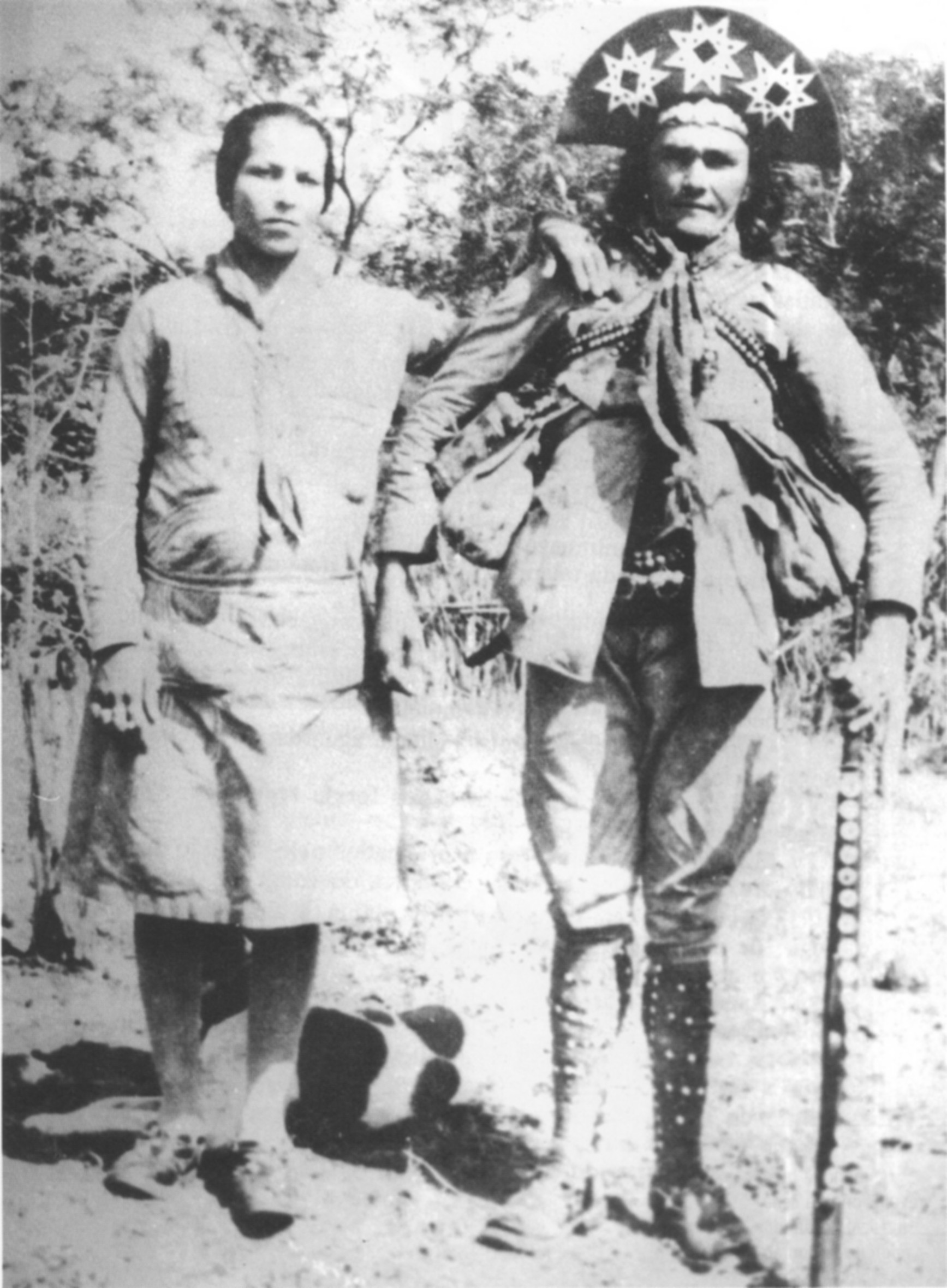
フリスコと妻のダダー
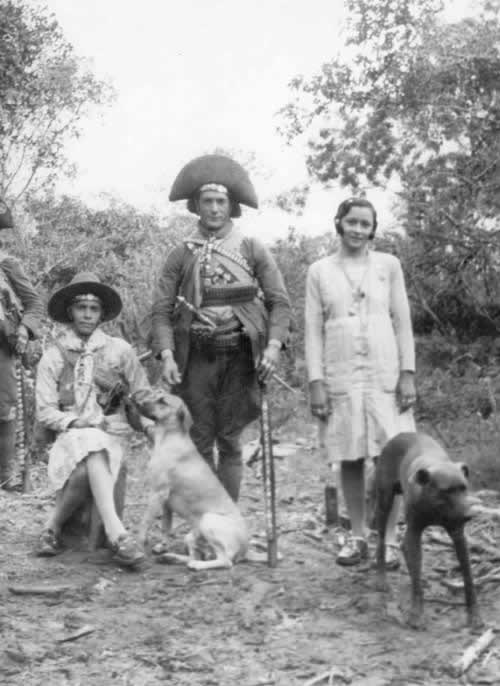
中央がランピオン、右が妻のマリア・ボニータ

以降、シルビーノの後にもカランゴ、モロソー、コリスコといったカンガセイロが登場するが、それらの中で最も悪名高いのが1920年代に全盛を迎えたランピオンであり、前述のモロソー、コリスコの二人はランピオンの盗賊団に吸収されている。ランピオンは最盛期には100名を超える盗賊団を率いて、ブラジル北東部を蹂躙した。

### ランピオン

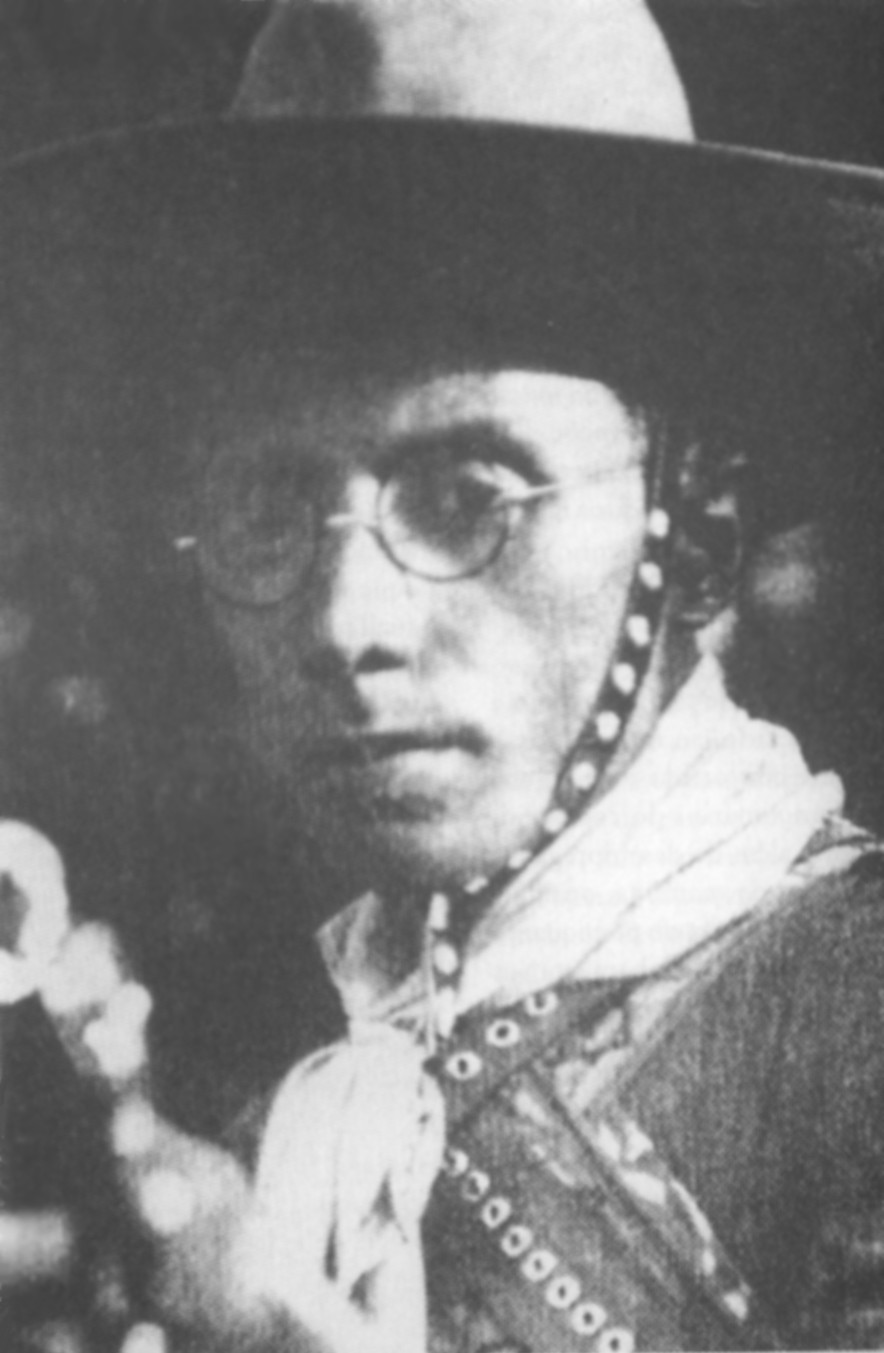
1936年から1937年にかけてのランピオン

ランピオン(Lampião)、本名ビルグリーノ・フェレイラ・ダ・シルバは、1897年にペルナンブーコ州ビラ・ベラで4人兄弟の長男として生まれる。シルバ家は土地を持つ農家であったが、隣のサトルニノ家はそれを遥かに上回る大土地所有者であり、シルバ家の土地がサトルニノに狙われたことで対立が激化した。ビルグリーノの父ホセは温和な性格で暴力を避けたが、1921年、サトルニノ家は地方警察の署長を買収してホセを殺害させた。父の死を切っ掛けに、ビルグリーノは三人の弟とともに地元のカンガセイロに参加する。ビルグリーノはたちまちのうちに頭角をあらわし、1922年の独立時点ではすでに50名を数える盗賊団の領袖となっていた。この当時のビルグリーノの目的はあくまでも復讐であり、略奪の対象は富豪に限られ、その際にも必要以上の殺害は行われなかった。同年、ビルグリーノは父の場所を密告した男を射殺し、翌年には警察の幹部や署長を相次いで殺害している。その際に銃をすさまじい早さで撃ち続け、周囲が真昼のように明るくなったことからビルグリーノは「大きなランプ」と渾名された。大きなランプをポルトガル語で発音すると「ランピオン」であり、それ以降ピルグリーノはランピオンを名乗る。
しかし、ランピオンの一貫した復讐者としての行動はここで途絶える。1924年にはランピオンは無差別な強盗と残虐な殺人を無意味に繰り返し、サトルニノ家への復讐は顧みられなくなった。目的を失って暴走するランピオン一家だったが、それでも1926年にはアウトローの世界から政府側の立場に回る好機があった。当時、ブラジルの連邦議員の間で地方の治安を守るため、警察や軍隊ではない治安組織を形成しようとしていた。連邦議員はランピオンをその組織に抱き込むことで、無差別略奪の停止と実行力のある武力を獲得しようとした。しかし当初はランピオンも乗り気だったこの試みは、仲介にたったシセロ神父との連絡がうまくいかず頓挫してしまう。
カンガセイロの世界に戻ったランピオンはその無差別な略奪と殺人を再開し、パライバ州、ペルナンブーコ州、アラゴアス州を荒らしまわった。特に1926年は自制を失っており、兵士や役人をも殺害して州の怒りを買い、さらには中傷が書かれた手紙に激怒して差出人と見做されたギロ家を皆殺しにした事件を起こしている。手紙が仲間の偽造であったことに気づいたのは、事件の後だった。この時期、その残虐さによってランピオンは100人以上の手下を持つに至ったが、同時に州政府にとって確実に殲滅しなければならない勢力となっていた。11月に州政府は300人の軍隊を派遣したが、ランピオンが地勢を知り尽くしたセラ・グランデ山付近での争いとなり、逆に軍隊の方が打ち破られた。それでも州当局の熱意は揺るがず、1927年から翌年にかけて、ランピオンは警察隊と軍隊に常に追い立てられた。もはや襲撃どころか息を潜めるしかできなくなり、1928年にランピオンは従来の拠点を捨て、南のバイーア州に活動を移す。しかし、ここでもランピオンは警戒されて逃げ隠れるしかなく、1930年に消息を絶つまでに襲撃したのは、小さいゆえに防備もないセルジッペ州だけだった。また最大100名を数えた手下も、この時期には兄弟を除けば5名に減少していた。
1930年、ジェトゥリオ・ドルネレス・ヴァルガスが軍事クーデターを起こしてブラジル大統領に就任する。統一国家の建設を目標とするその政治姿勢は独裁的で、国家の権力を強化する新憲法を成立させた。これにより、これまで地方の大土地所有者に対して弱体だった州政府も大幅に権限が強化された。また工業の発展と労働者の都市流入が激しくなる一方で、従来の商品作物に頼った大農園経済は変化の中で破滅を迎えた。カンガセイロを生み出した社会構造そのものが変わりはじめ、もはや「王国」を築き上げた大土地所有者の栄光は過去のものとなった。民衆の間からもこの時代以降、ランピオンに続く有力なカンガセイロを生み出すことはなくなった。それどころかこの時期からカンガセイロは相次いで逮捕、射殺され、急激にその数を減らしていく。大土地所有者に代わって地域社会の治安を担う州政府は、カンガセイロを撲滅の対象としていた。

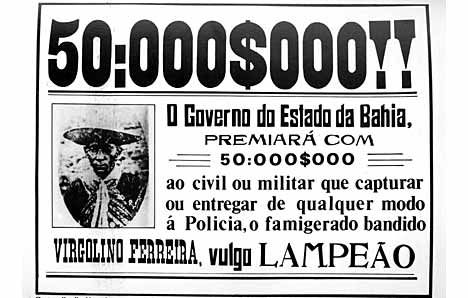
ランピオンへの懸賞金

1931年、ランピオンはカンガセイロ対策の進むバイーア州等の大きな州を避け、ブラジルの州としては最小の面積のセルジッペ州に活動の場を移した。ランピオンの読み通りセルジッペ州の警察機構にランピオンを捕まえる能力はなく、州政府は騒ぎを起こさない限りは黙認する姿勢をとった。ランピオンもこの状況ではあえて暴力沙汰を起こさず、地域の有力者と交流を結び、その食客のような扱いを受けた。ランピオンはセルジッペ州での生活を楽しんだが、1936年になると同様に小さな州であるアラゴアス州に拠点を移す。しかし思惑と反してアラゴアス州政府はカンガセイロ対策で周辺の州と連携しており、ランピオンはその年のうちにセルジッペ州に逃げ帰る羽目になった。だがこの時期にはそのセルジッペ州もすでにカンガセイロ対策に同調していた。1938年3月、ランピオンは食客となっていた農場主の裏切りを受けて殺害された。

## カンガセイロの意義

### 英雄化
ランピオンはこれらの実像に反し、ブラジル国内では親の復讐を成し遂げつつ、搾取された富を取り返して民衆に戻した義賊として高い人気を獲得している。その活躍を演題にした活劇は小説、舞台として今に残り、現在でもランピオンは度々映画の題材となっている。またランピオンに留まらず、ブラジルではカンガセイロは単なるアウトローではなく、社会の不公平に異議を示した義賊として再評価されている。

### 研究者の見解
歴史家エリック・ホブズボームは義賊を「社会の不公平に対し、社会自体を変革させようとするのではなく、その枠組の中で民衆の抑圧の象徴として権力に抗い、正義を体現しているとみなされる存在」と定義した。カンガセイロは社会の不公平の中で、暴力で抜きんでだ存在となったものの、その実態は大土地所有者と癒着していた。農民の地主への抗議に対し、暴力でその鎮圧に乗り出したカンガセイロも珍しくない。しかし大土地所有者の「王国」の中で、カンガセイロは民衆が収奪に対する反撃を行えるだけの武力になりえることを証明した。カンガセイロはホブズボームの定義の中では、社会への「復讐者」として義賊に分類されている。民衆は社会的な不正に対し、自らに代わってその実力を突きつける民衆の中から生まれた「復讐者」を称揚する。暴力によって地方政権を脅かし交渉の場につかせるカンガセイロ的な盗賊は、旧来のロビン・フッド的な義賊とはまったく異なるものだったが、社会に不平を抱く民衆によって熱烈に支持された。これは20世紀から出現し始めた新しい義賊の形であり、カンガセイロはその初期の典型的な存在だったと評価されている。